# Comac ARJ21
Il Comac ARJ21 Xiangfeng (precedentemente ACAC ARJ21) è un bireattore di linea regionale ad ala bassa realizzato negli anni duemila inizialmente dal Consorzio cinese ACAC e poi dall'azienda Comac ed attualmente in fase di commercializzazione.
Destinato al trasporto passeggeri su tratte a medio e corto raggio, è il primo aereo da trasporto passeggeri interamente progettato e costruito in Cina.

## Storia del progetto

### Sviluppo
Sfruttando il modulo dell'obsoleto ma collaudatissimo DC-9 e basato sui progetti della McDonnell Douglas ceduti alla Cina per la produzione su licenza degli MD-80, l'ARJ21 differisce da questi ultimi per la lunghezza ed il profilo alare, si avvale della collaborazione della russa Antonov, monta motori della famiglia General Electric CF34. L'avionica è stata affidata alla Honeywell per il sistema fly-by-wire ed alla Rockwell Collins per i rimanenti sistemi della cabina.
Il programma ARJ (Advanced Regional Jet) venne avviato nel 2002 con la previsione di eseguire il primo volo nel 2005 e commercializzare i primi esemplari 18 mesi più tardi. Il primo prototipo di quattro realizzati volò per la prima volta il 28 novembre 2008 ma l'ARJ21 ha ricevuto la certificazione dalla CAAC solo il 30 dicembre 2014 a causa di diversi problemi tecnici emersi in fase di collaudo riguardanti specialmente l'avionica.

## Tecnica
Le sezioni di fusoliera, il muso e la coda dell'ARJ21 sono le stesse degli MD-80 in quanto i progetti erano stati acquistati negli anni '90 per la produzione su licenza in Cina dei modelli MD-80 e MD-90; nonostante le strutture siano identiche COMAC afferma che il design sia totalmente indigeno e sviluppato anche attraverso l'uso di un supercomputer. Le ali sono state disegnate da Antonov, sono caratterizzate da un profilo supercritico e dotate di winglets. Gli ARJ21 sono dotati di carrello triciclo retrattile, sono propulsi da due General Electric CF34, sono forniti di glass cockpit e controllati da un sistema fly-by-wire prodotto da Honeywell. La cabina passeggeri è disponibile in configurazione 3+2.

## Impiego operativo
Il primo ARJ21-700 è stato consegnato il 29 novembre 2015 a Chengdu Airlines mentre il suo ingresso in servizio commerciale è avvenuto il 28 giugno 2016. Il 22 febbraio 2019 Gengis Khan Airlines è diventato il secondo operatore di ARJ21; nel 2019 ne sono stati ordinati 105 esemplari da Air China, China Eastern Airlines (destinati alla sua sussidiaria OTT Airlines) e China Southern Airlines. Il 27 luglio 2020 un ARJ21-700 di Chengdu Airlines ha trasportato il milionesimo passeggero su questo tipo di aeromobile.

## Versioni

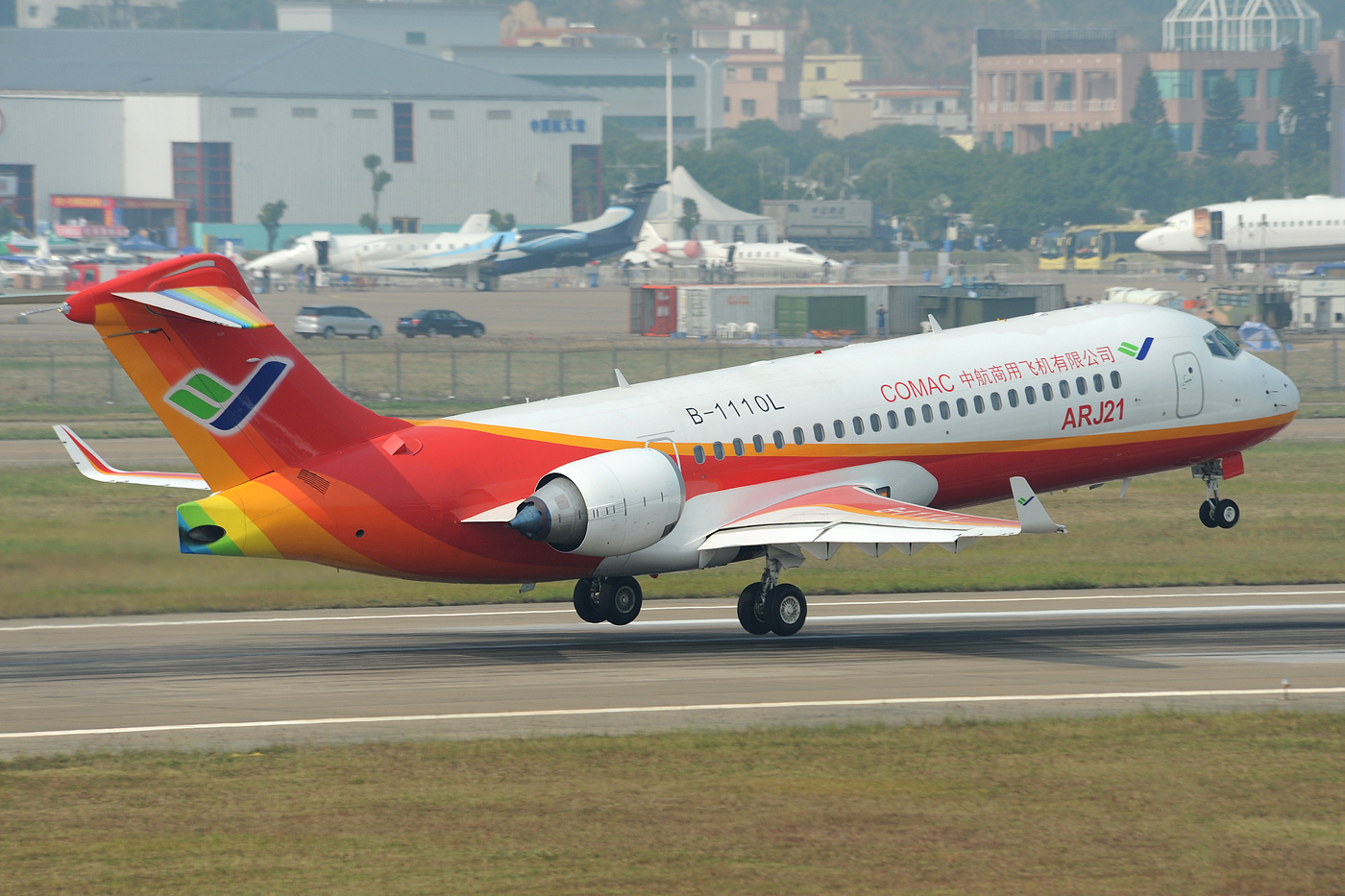
Un ARJ21 in decollo.

ARJ21-700
modello base con una capacità da 70 a 95 passeggeri.
ARJ21-900
modello a fusoliera allargata basato sul precedente che avrà la capacità da 95 a 105 passeggeri.
ARJ21F
versione cargo dell'ARJ21-700 in fase di progetto. Avrà la capacità di 5 contenitori LD7 o altrettanti pallet PIP, con un massimo carico utile di 10 150 kg.
ARJ21B
versione business jet del ARJ21-700 in fase di progetto, con una tipica configurazione a 20 posti.

## Utilizzatori
Al gennaio 2022, degli esemplari prodotti, 70 sono operativi.
I principali utilizzatori sono:
- Chengdu Airlines (24 esemplari)
- COMAC Express (10 esemplari)
- Air China (7 esemplari)
- China Southern Airlines (7 esemplari)
- OTT Airlines (7 esemplari)
- Genghis Khan Airlines (5 esemplari)
- Jiangxi Air (5 esemplari)
- China Express Airlines (3 esemplari)
- China Flight General Aviation Company (2 esemplari)